# Riccardo Ferrari
Riccardo Ferrari (Verona, 26 agosto 1888 – 23 gennaio 1973) è stato un imprenditore e politico italiano.

## Biografia
Laureato in giurisprudenza, di professione fu imprenditore agricolo. Politicamente impegnato con il Partito Liberale Italiano, viene eletto deputato della Repubblica nella II legislatura (dal 1953 al 1958) e poi nuovamente nella IV (dal 1963 al 1968). Presentò complessivamente 29 progetti di legge. 
Morì nel gennaio 1973 all'età di 84 anni.